# Сан Карлос Парк (Флорида)
Сан Карлос Парк (енгл. San Carlos Park) насељено је место без административног статуса у америчкој савезној држави Флорида.

## Демографија
По попису из 2010. године број становника је 16.824, што је 507 (3,1%) становника више него 2000. године.
| Група             | 2000.          | 2010.          |
| Белци             | 14.457 (88,6%) | 11.830 (70,3%) |
| Афроамериканци    | 205 (1,3%)     | 483 (2,9%)     |
| Азијати           | 115 (0,7%)     | 230 (1,4%)     |
| Хиспаноамериканци | 1.329 (8,1%)   | 4.041 (24,0%)  |
| Укупно            | 16.317         | 16.824         |